# Ponte del Diavolo (Martorell)

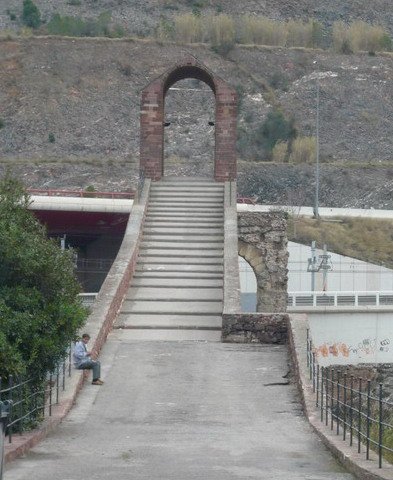
Vista frontale

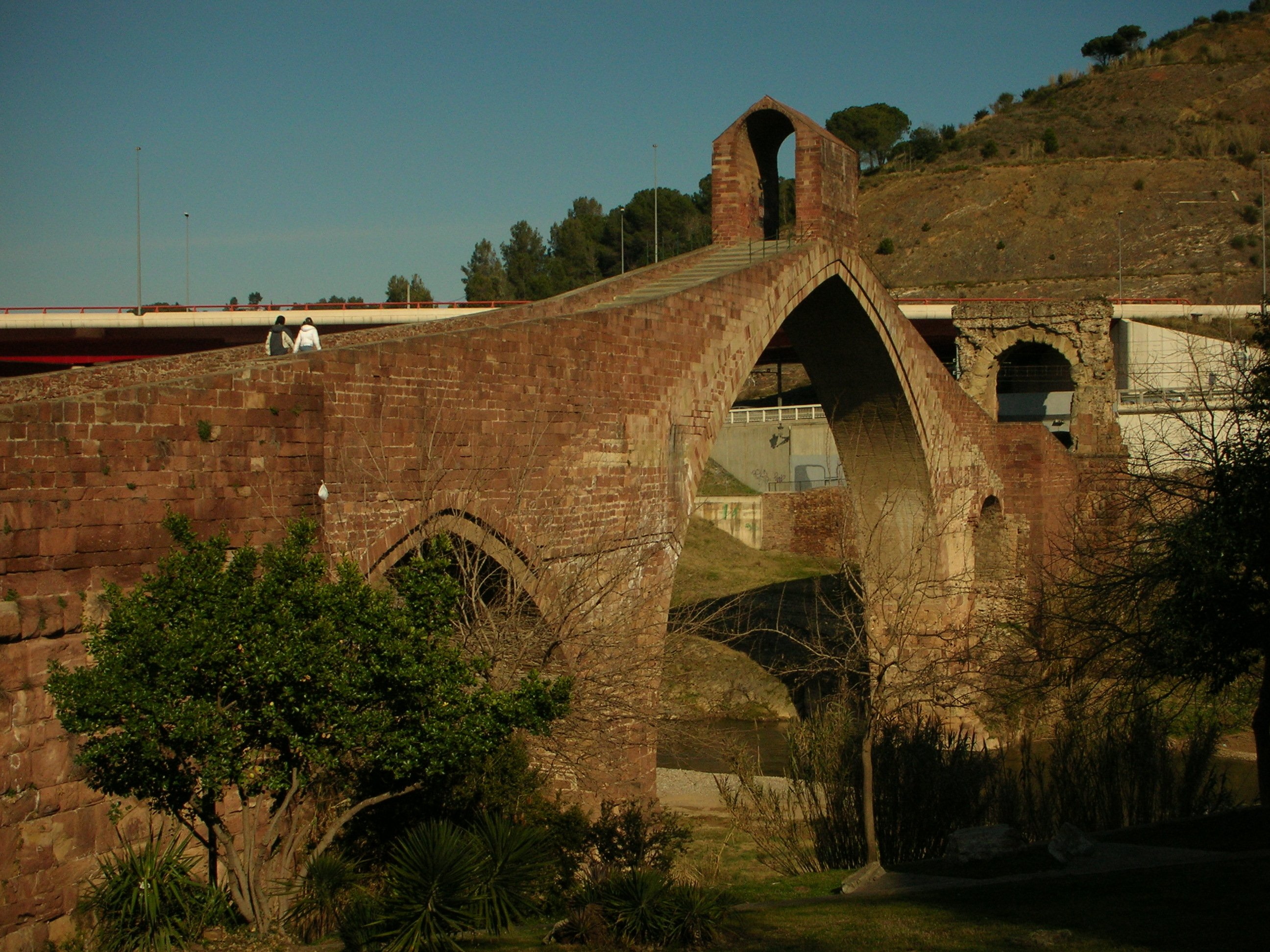
Il ponte del diavolo a Martorell, Spagna

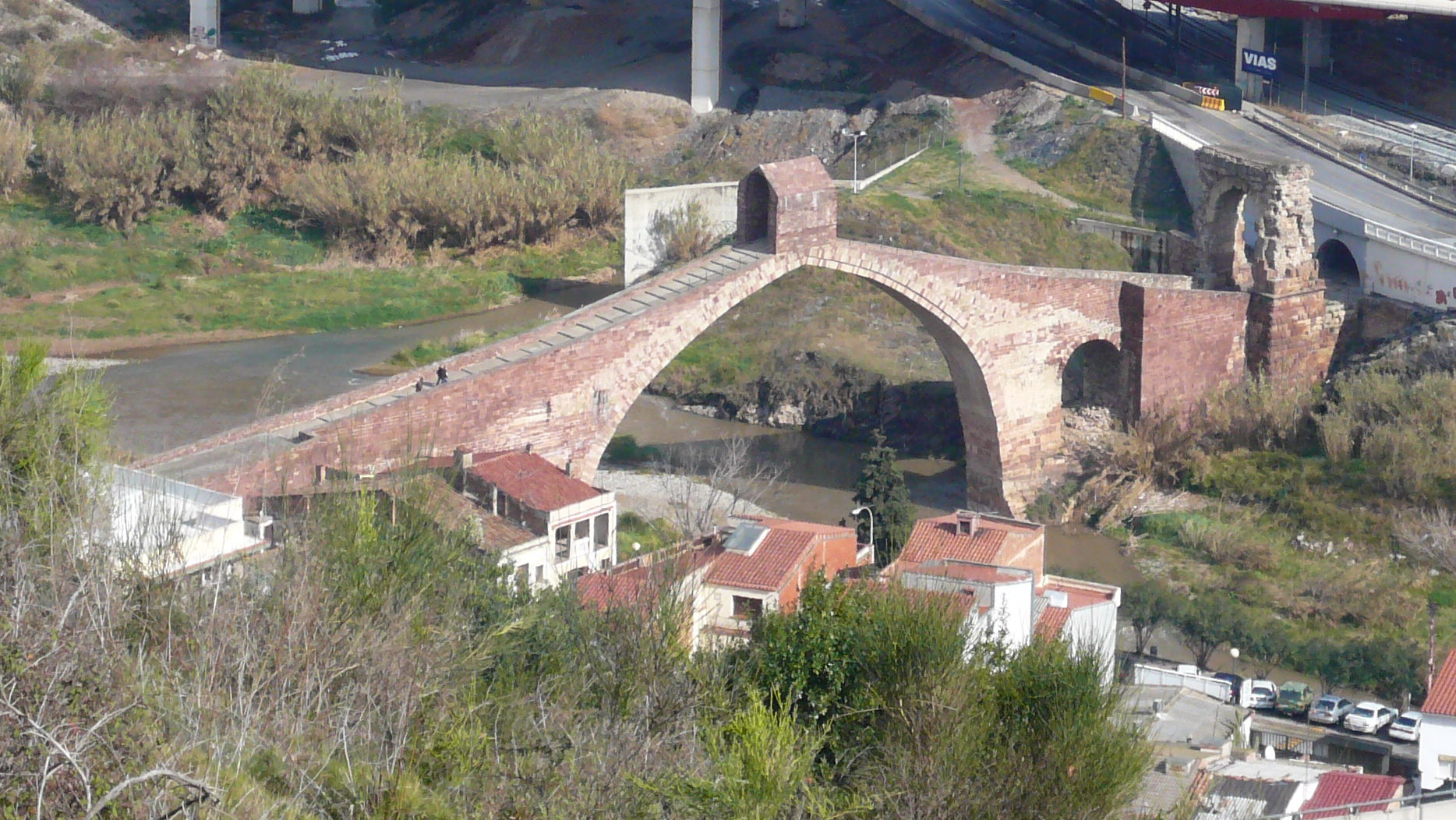
Vista dalla Serra de les Torretes

Il Ponte del Diavolo è un ponte medievale che attraversa il fiume Llobregat a Martorell, in Spagna. L'attuale ponte, caratterizzato da un grande arco a sesto acuto, fu costruito nel 1283 su fondamenta romane. La campata libera principale ha una impressionante lunghezza di 37,3 m con una cappella in pietra in cima.  Un arco secondario ha una luce di 19,1 m. Il ponte fu distrutto nel 1939 durante la guerra civile spagnola dalle truppe repubblicane in ritirata, ma ricostruito nel 1963 in una forma generalmente simile alla struttura gotica. 
Il ponte presenta un arco trionfale romano sulla sua spalla orientale. Non è chiaro quante campate avesse l'originale ponte romano. Oggi il ponte è riservato ai pedoni.